# Национальный музей изящных искусств (Буэнос-Айрес)
Национальный музей изящных искусств (исп. Museo Nacional de Bellas Artes, сокр. MNBA) — аргентинский художественный музей в Буэнос-Айресе, расположенный в районе Реколета. В 2004 году музей открыл свой филиал в городе Неукен.

## История
Первым директором музея был аргентинский художник и критик Эдуардо Шиаффино. Музей открылся 25 декабря 1895 года в здании на улице Флориды, в котором сейчас размещается торговый центр Galerías Pacífico. В 1909 году музей переехал в здание на площади Сан-Мартина, которая первично сводилась в качестве аргентинского павильона на Всемирной выставке 1889 года, а затем была демонтирована и перевезена в Буэнос-Айрес. В своем новом доме музей стал частью Международной выставки века, которая проводилась в Буэнос-Айресе в 1910 году. После сноса павильона в 1932 году в рамках реконструкции площади Сан-Мартина музей был перенесен в его нынешнего местонахождения в 1933 году. Это здание было построено в 1870 году и реконструирована для современного использования архитектором Алехандро Бустильйо.
В 1955—1964 годах, во времена директора Хорхе Ромеро Бреста, музей был модернизирован как внешне, так и его коллекцию. В 1961 году открыт временный павильон, музей приобрел много произведений современного искусства. Современный Аргентинский художественный павильон был открыт позже, уже в 1980 году. Это помещение имеет общую площадь 1536 квадратных метров и является самым большим из всех 34 помещений музея, общая площадь выставочных залов которого составляет 4610 квадратных метров. Постоянная экспозиция музея насчитывает 688 основных работ и более 12 000 очерков, фрагментов, гончарных изделий и других мелких работ. Филиал музея в городе Неукен, открытая в 2004 году, имеет 4 выставочные залы общей площадью 2500 квадратных метров, в которых размещается постоянная экспозиция, насчитывающая 215 работ, а также временные выставки.
На первом этаже музея размещены 24 зала, где выставляются международные коллекции живописи от средневековья до XX века, а также расположена библиотека истории музейного искусства. В залах второго этажа выставлены работы выдающихся аргентинских художников XX века, среди которых Антонио Берни, Эрнесто де ла Каркова, Бенито Кинкела Мартин, Эдуардо Сивори, Альфредо Гуттьеро, Ракель Форнер, Хул Солар и Лино Энеа Спилимберго. На третьем этаже расположены две экспозиции, собранных в 1984 году, выставку фото и две скульптурные террасы, а также большинство административных и технических помещений.

## Коллекции (Буэнос-Айрес)
Аргентинские мастера

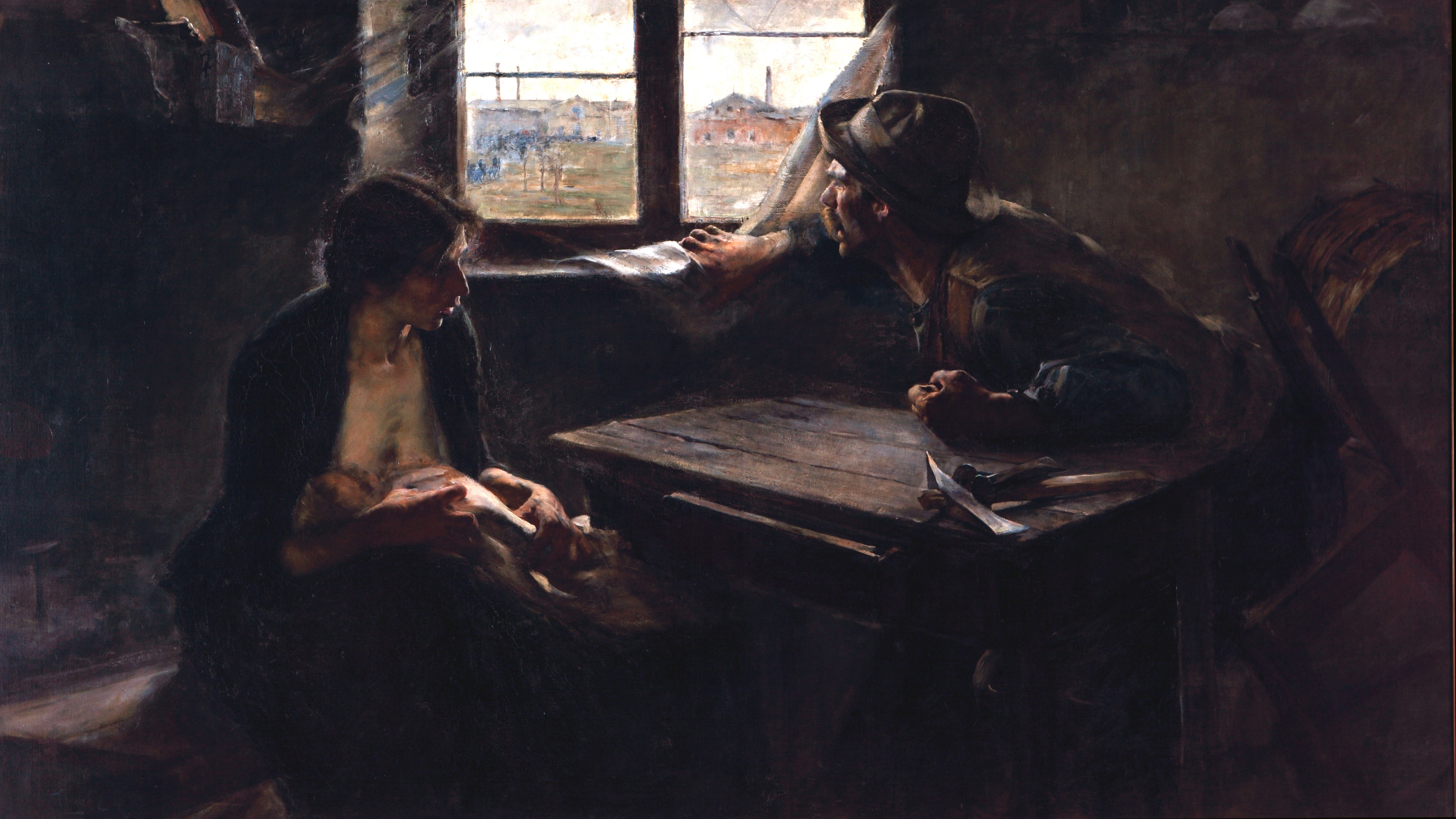
Без хлеба и работы, 1893 Эрнесто де ла Каркова
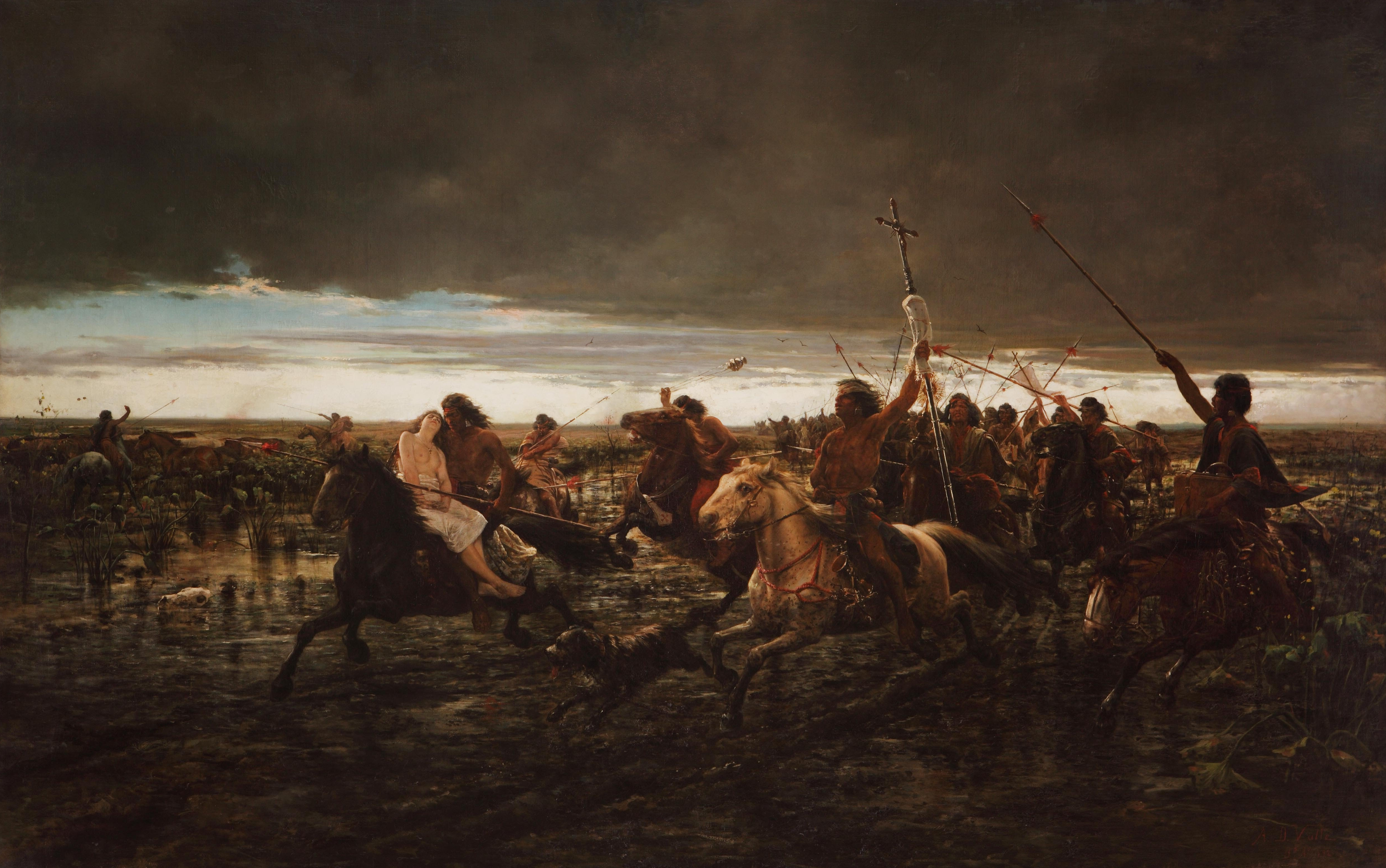
Возвращение Рейдера, 1892 Анхель Делла Валле
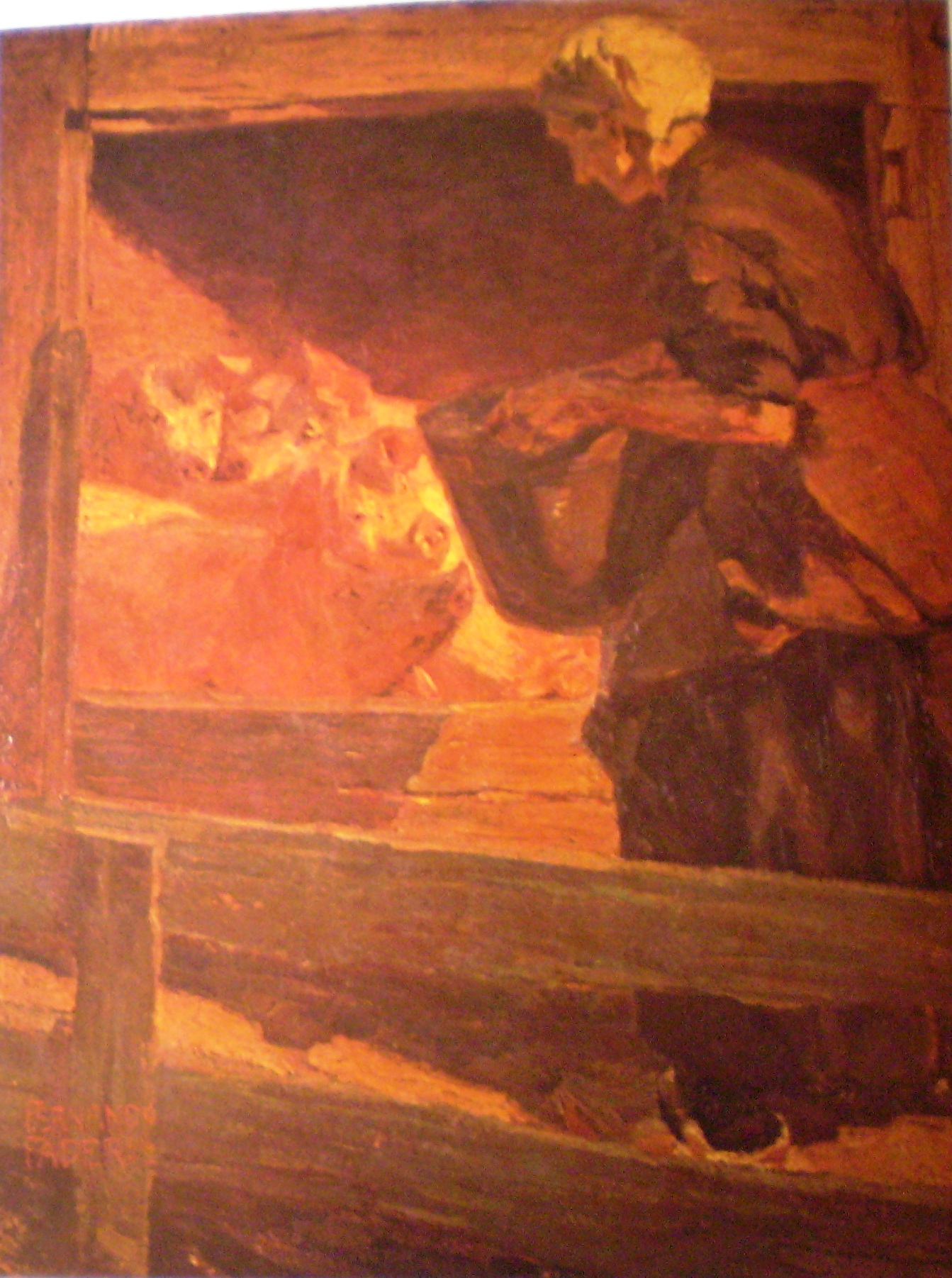
Кормление свиней, 1904 Фернандо Фадер
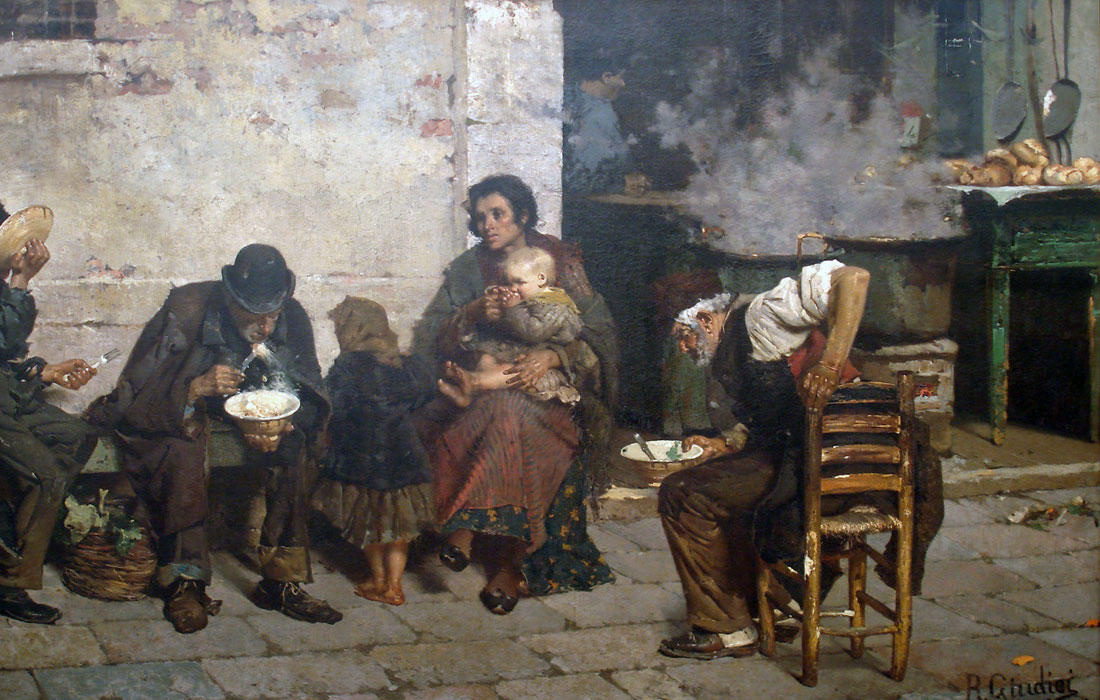
Еда бедняков, 1884 Рейнальдо Гуидичи
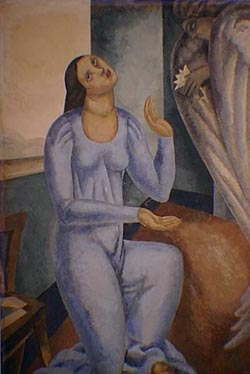
Объявление, 1928 Альфредо Гуттьеро
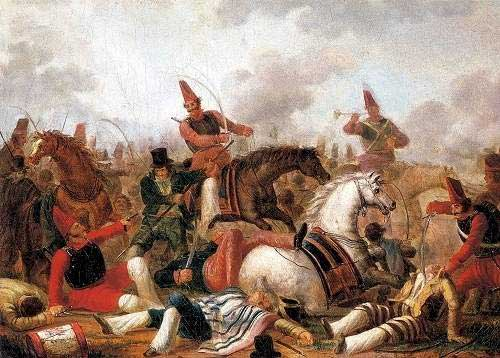
Кавалерийская битва эпохи Росаса, 1830 Карлос Морель
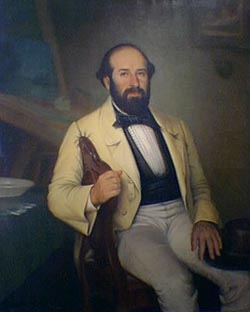
Портрет Сантьяго Кальсадилья, 1859 Прилидиано Пуэйрредон
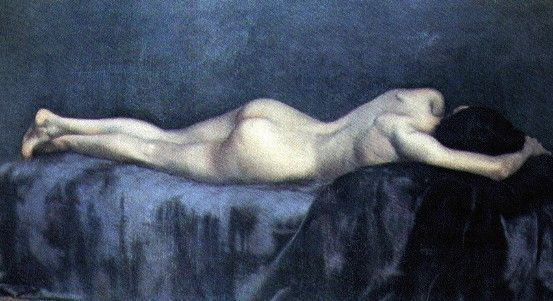
Успение, 1889 Эдуардо Шиаффино
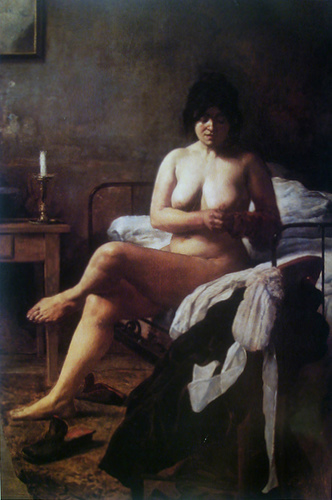
Пробуждение Дивы, 1887 Эдуардо Сивори

Европейские мастера

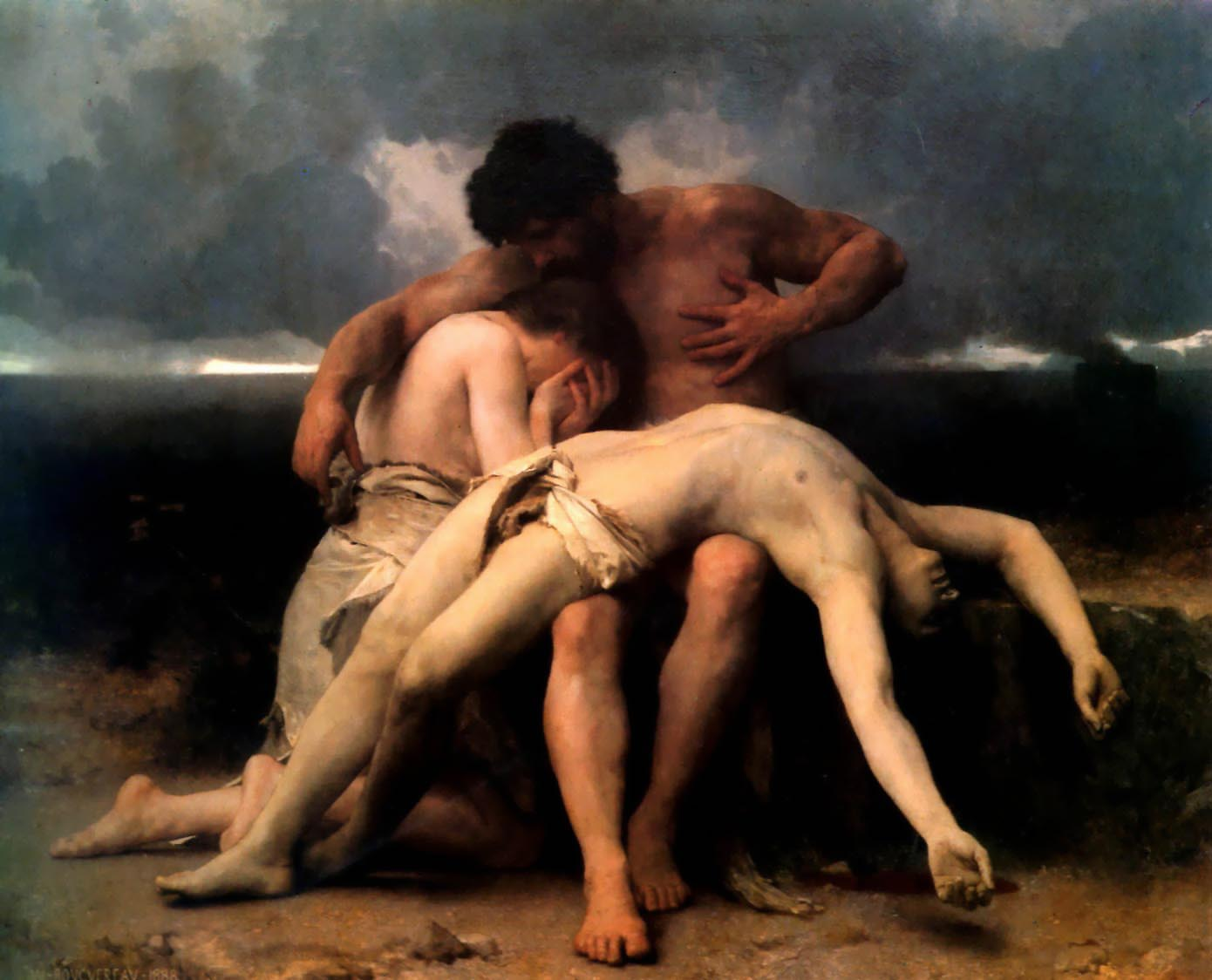
Первый траур, 1888 Вильям Бугро
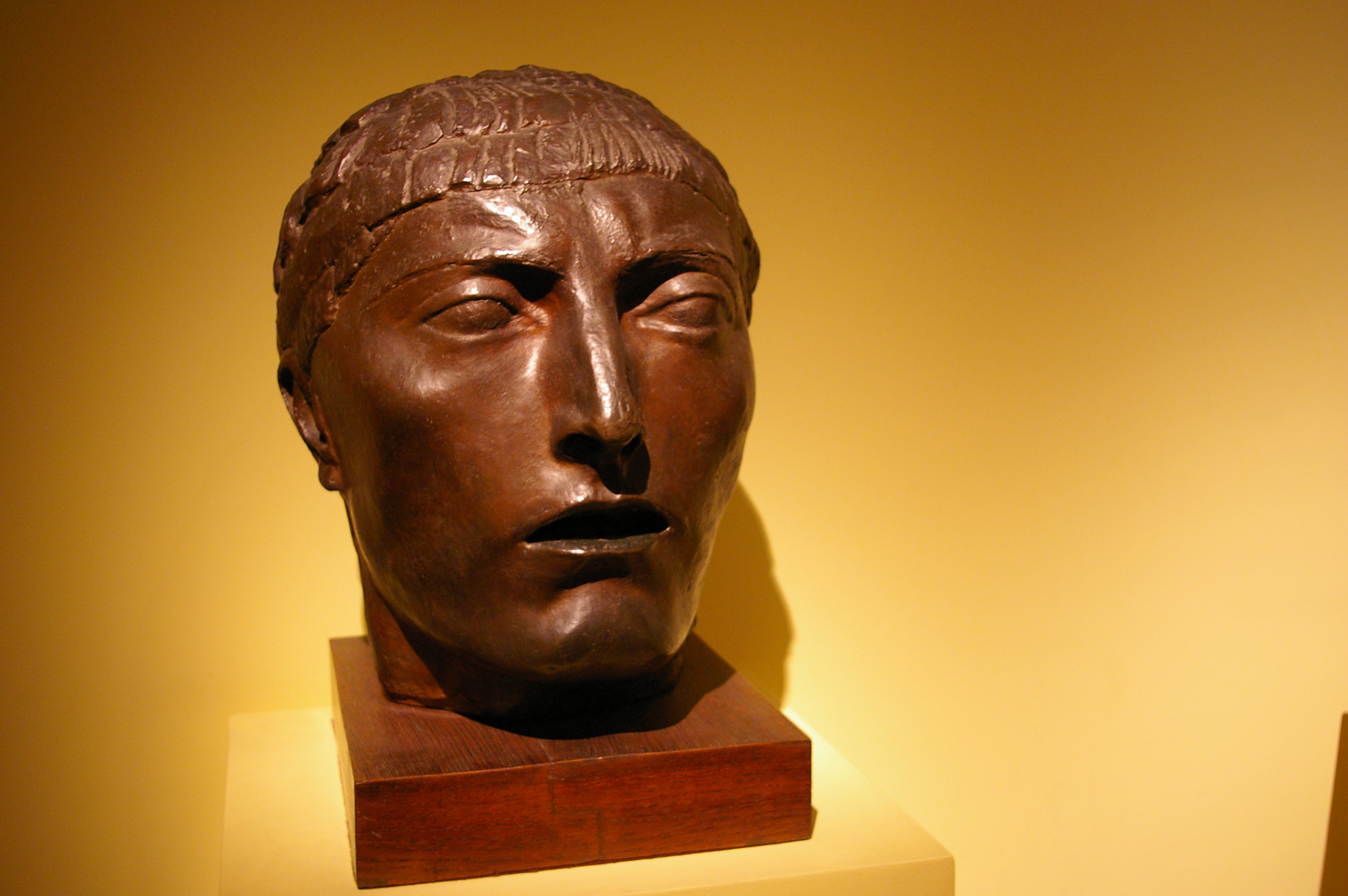
Красноречие, 1917 Антуан Бурдель, голова аллегорической статуи к монументу генерала Альвеара
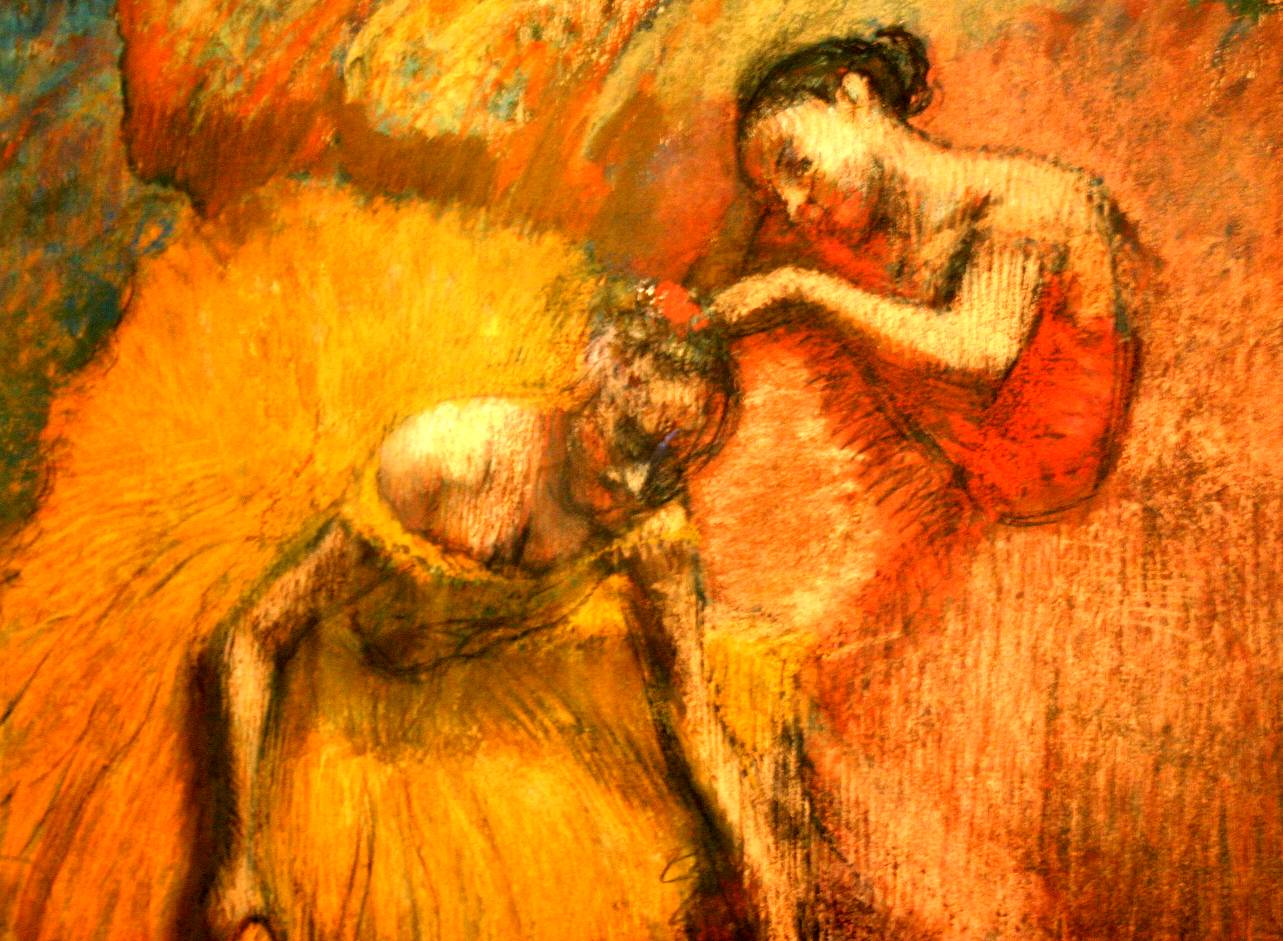
Две танцовщицы в красном и желтом, 1898 Эдгар Дега
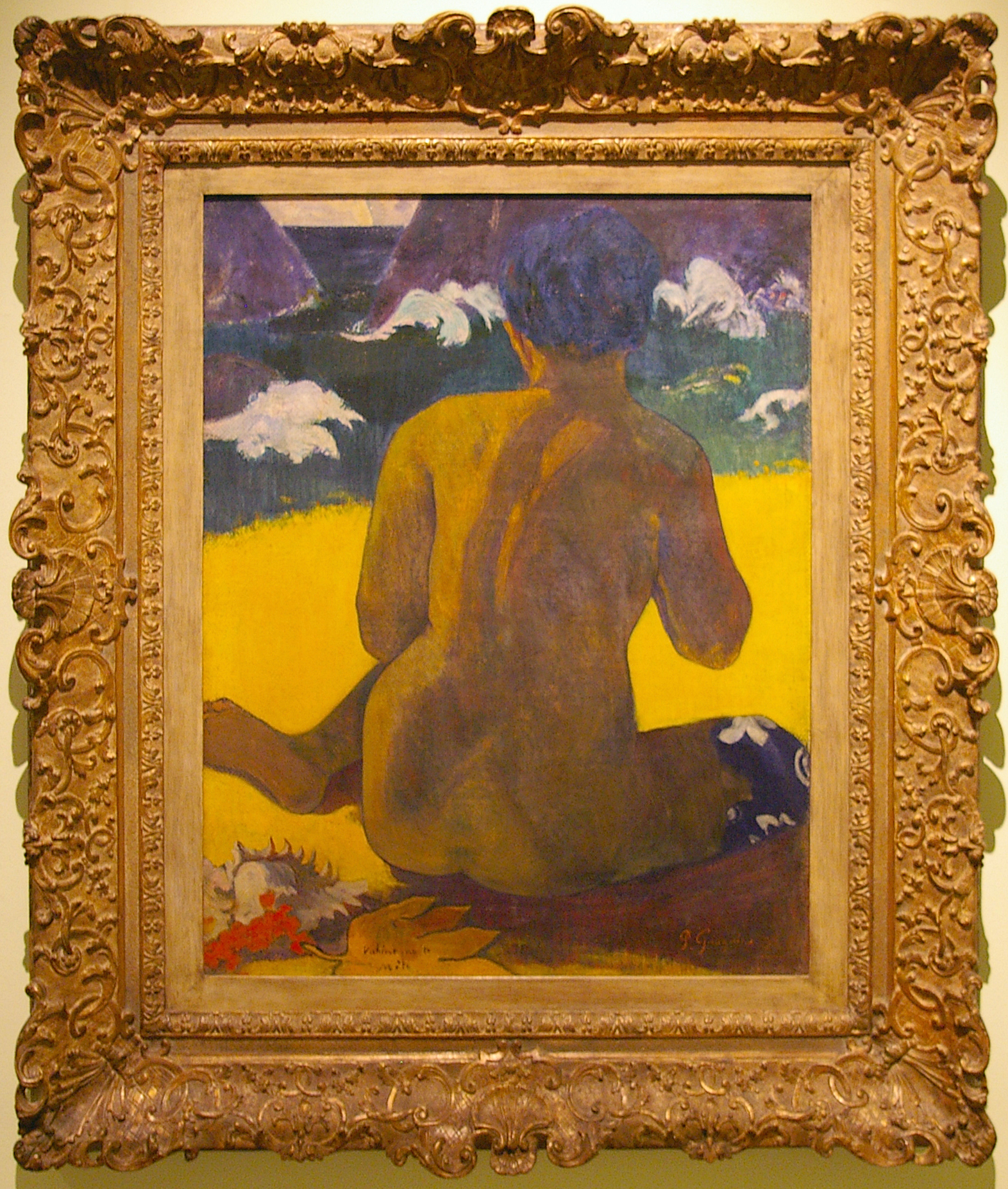
Женщина возле моря, 1892 Поль Гоген
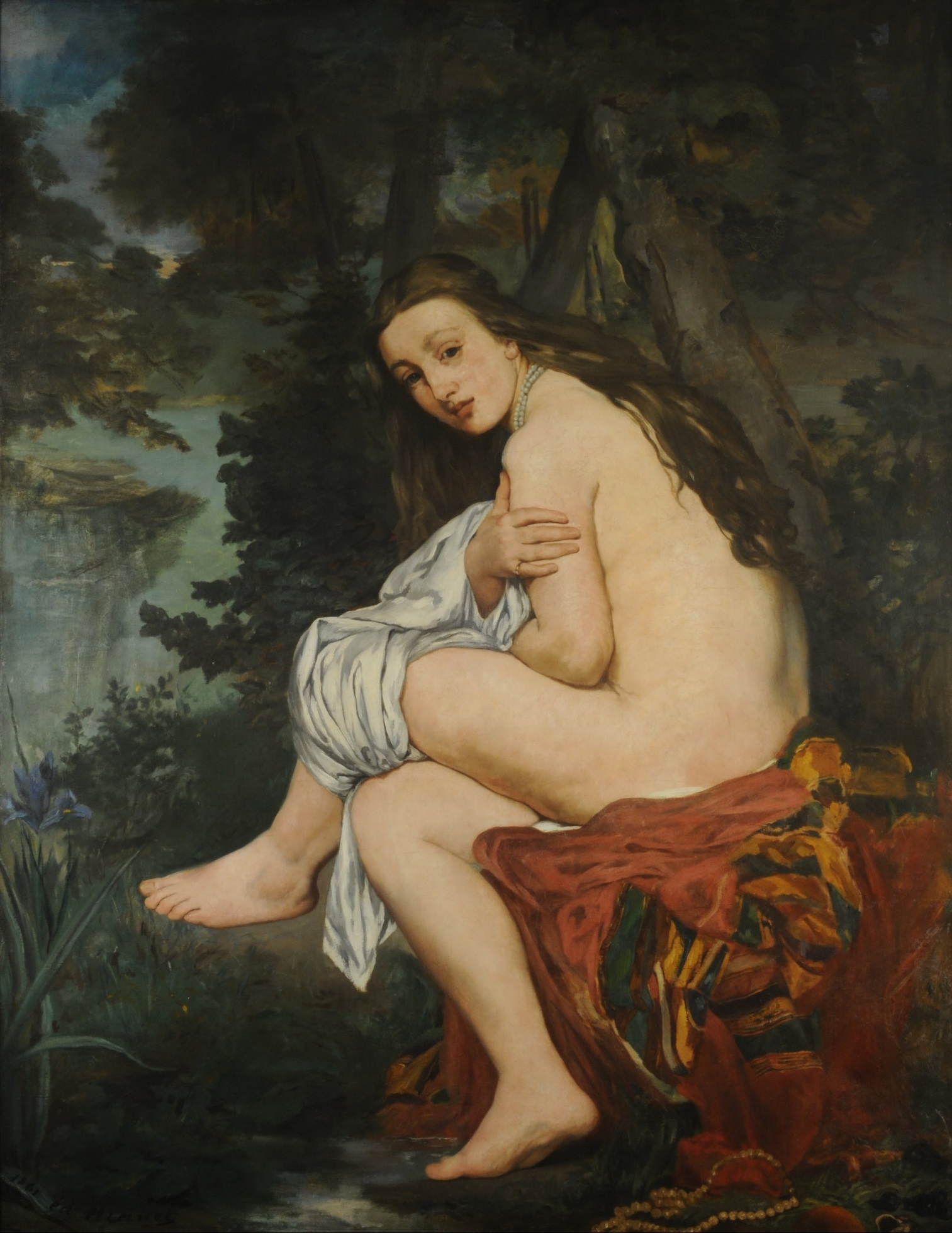
Раненая нимфа, 1861 Эдуард Мане
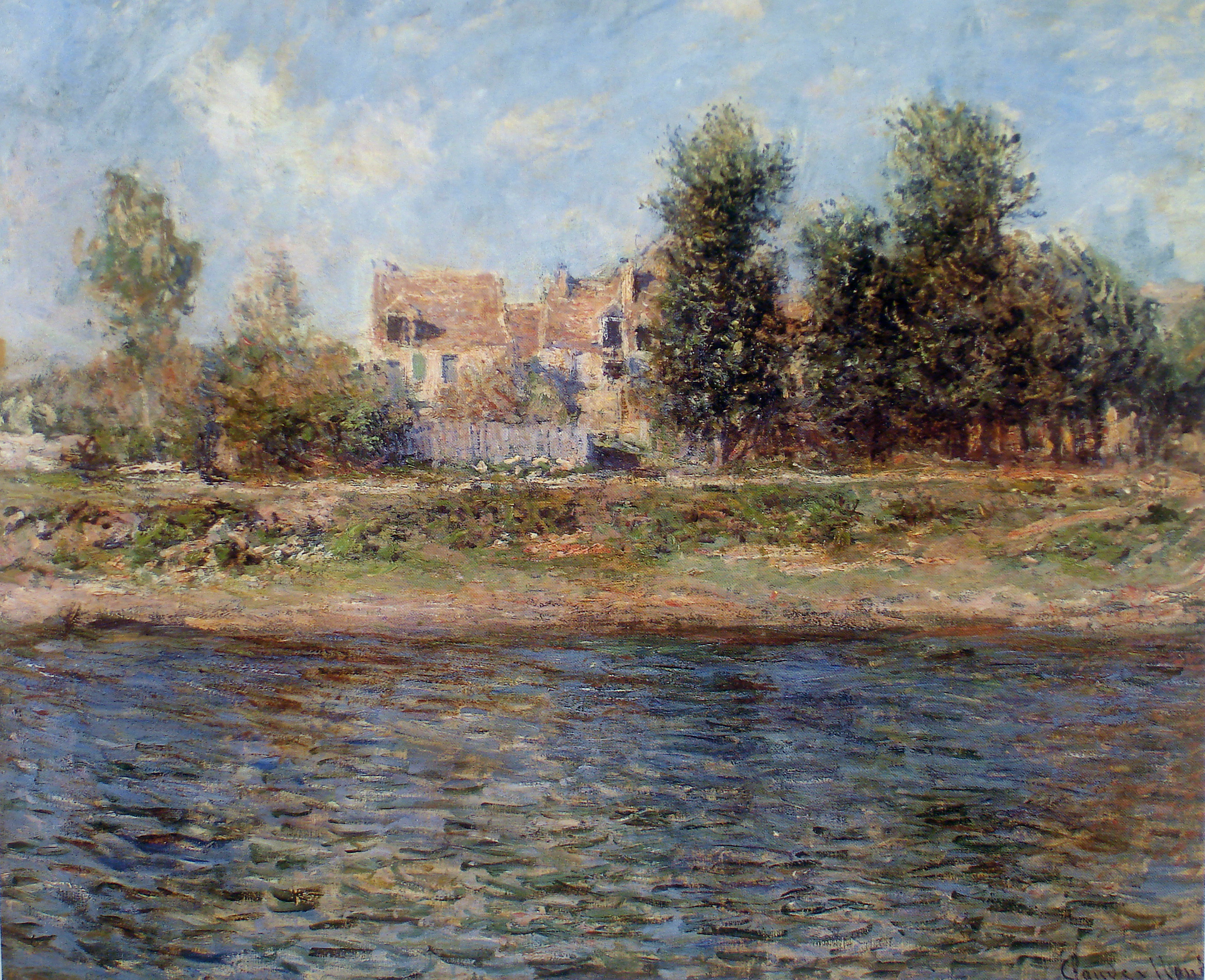
Берега Сены, 1880 Клод Моне
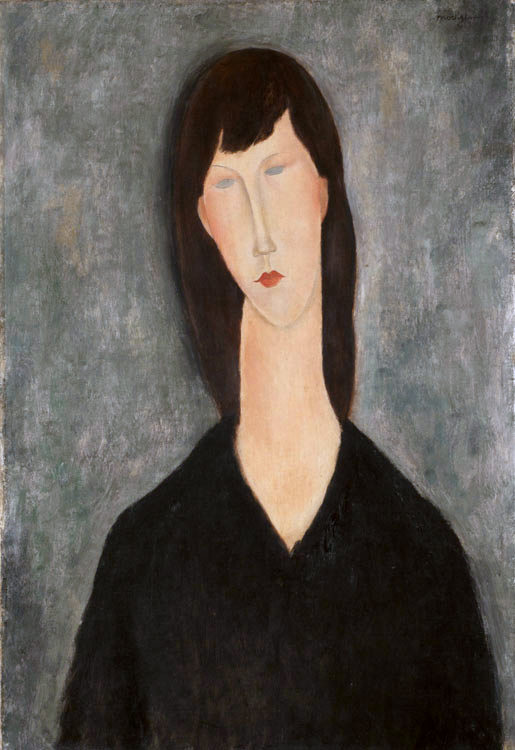
Бюст женщины, 1918 Амадео Модильяни
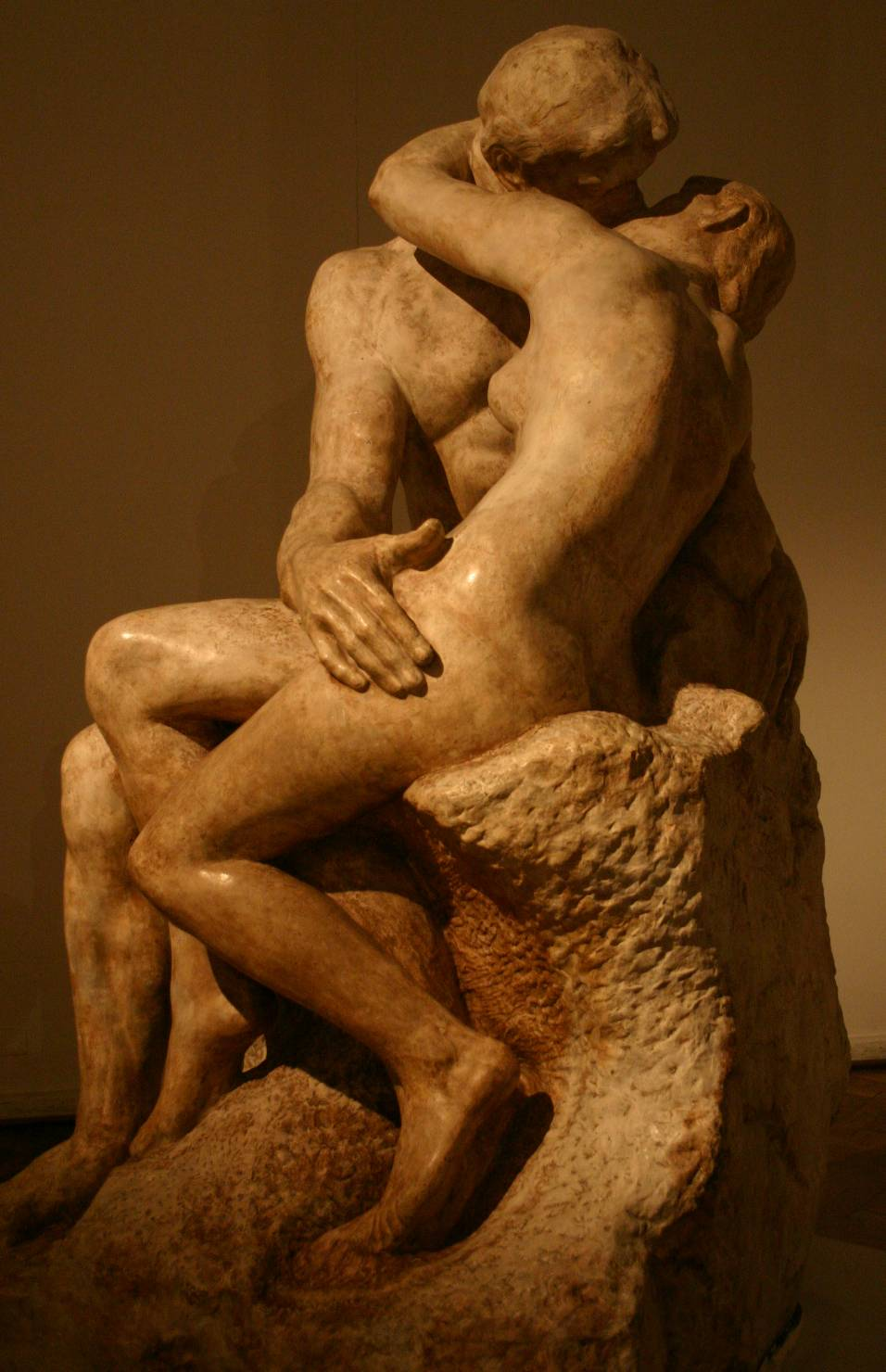
Поцелуй, 1886 Роден
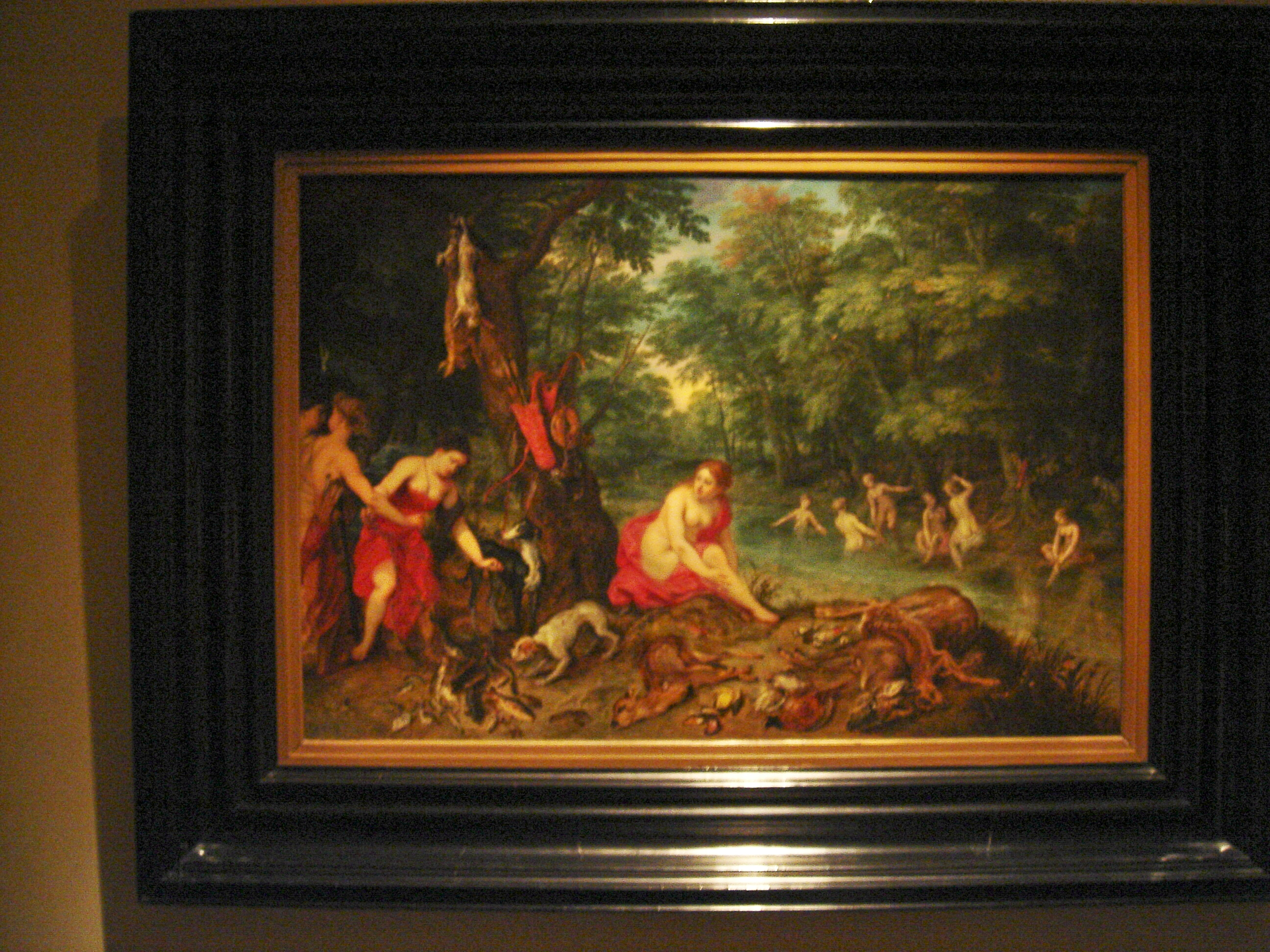
Купание нимф, 1600 Хендрик ван Бален и Ян Брейгель (старший)
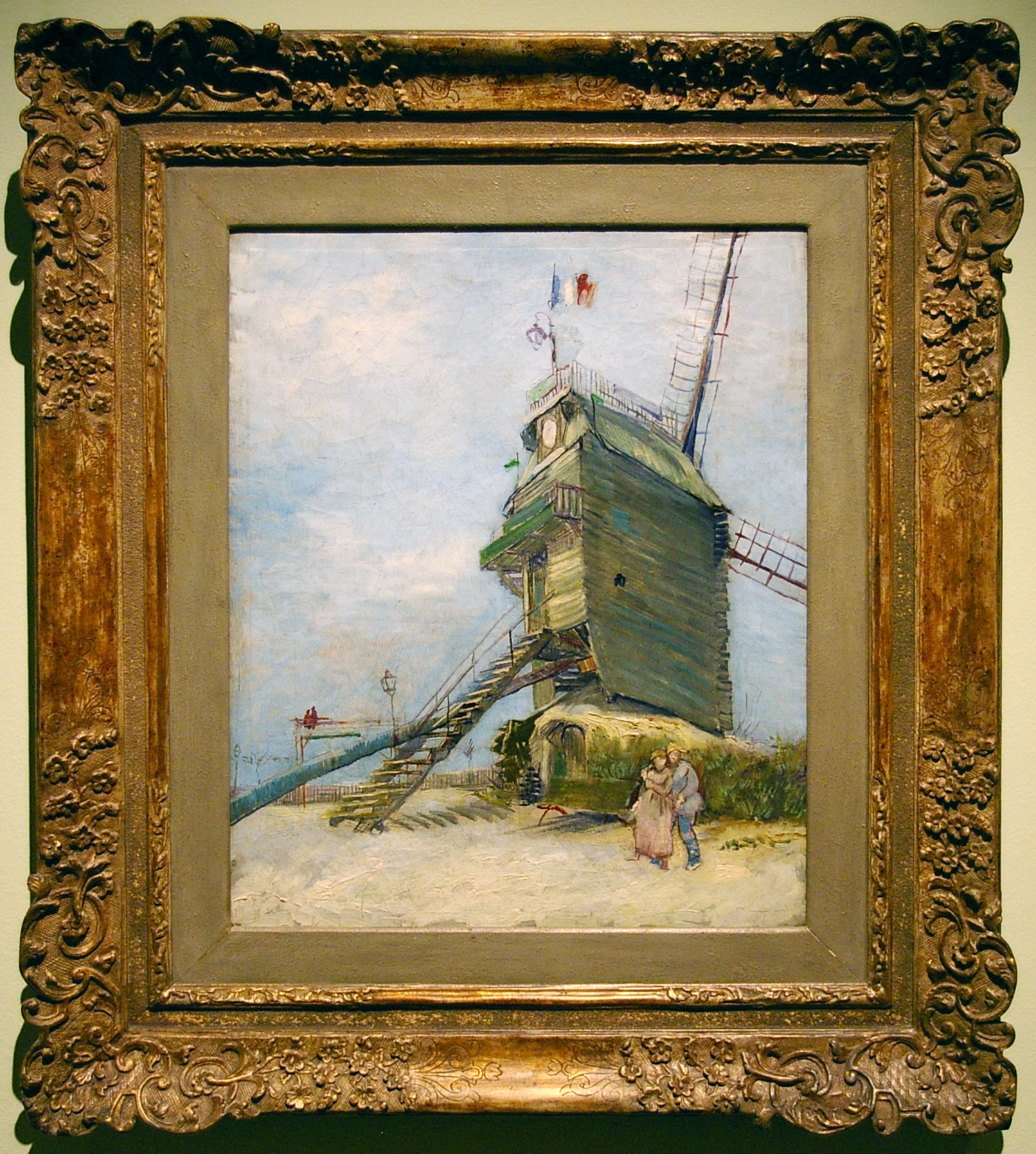
Мельница у ла-Галетт, 1886 Винсент ван Гог